# Елізабет Веттлауфер
Елізабет Трейсі Мей «Бете» Веттлауфер (уроджена Паркер; нар. 10 червня 1967) — канадська серійна вбивця та колишня зареєстрована медсестра, яка зізналася у вбивстві восьми людей похилого віку та спробі вбивства ще шістьох на Південно-Заходому Онтаріо між 2007 та 2016 роками. Її жертвами стали 14 осіб, тому її називають однією з найгірших серійних убивць в історії Канади.

## Ранні роки
Елізабет Веттлауфер народилася та виросла у селищі Зорра, сільської громади поблизу Вудстоку, Онтаріо. Виросла у родині вірних баптистів, після закінчення школи Гурон Парк у середині 1980-х вона здобула ступінь бакалавра консультанта з релігійної освіти у Лондонському баптистському біблійному коледжі. Потім Веттлауфер вивчала медсестринську справу у коледжі Конестога.

## Кар'єра
У 2007 році Веттлауфер взяли на роботу у заклад довгострокового догляду у Вудстоку. Спочатку вона справляла враження турботливої та професійної колеги. Однак протягом усього перебування на посаді Веттлауфер боролася зі зловживанням психоактивними речовинами й алкоголізмом. Її звинуватили у появі на робочому місці у нетверезому стані, ба більше знайшли непритомною у підвалі закладу під час нічної зміни. Веттлауфер була відсторонена чотири рази за «помилки, пов'язані з ліками», а потім остаточно звільнена у березні 2014 року через «серйозний» інцидент, коли вона дала неправильні ліки пацієнту.
Після звільнення Веттлауфер було важко втриматися на роботі. Вона знайшла місце у Лондоні, але втратила цю його, бо потрапила у реабілітаційний центр для наркозалежних у Ніагарі. Вона влаштовувалася на різні тимчасові роботи в інших будинках догляду. Веттлауфер зізналася сусідці, що її звільнили з однієї з цих робіт за крадіжку ліків, а з іншої за те, що вона допустила помилку під час прийому ліків, яка ледь не призвела до смерті пацієнта. Вона також писала вірші про своє бажання вбивати.

## Вбивства та замахи
Працюючи у Вудстоку Веттлауфер почала вводити деяким пацієнтам інсулін. Іноді дози було недостатньо, щоб вбити пацієнта; її звинувачували у нападі при обтяжуючих обставинах або замаху на вбивство, у чому вона зізналася. Перші злочини Веттлауфер здійснила десь між 25 червня і 31 грудня 2007 року. Вона зізналася, що вводила сестрам Клотільді Адріано (87 років) й Альбіні Демедейрос (88) інсулін, але доза була несмертельною і вони померли за природних обставин.
Перший випадок смерті від високої дози інсуліну стався 11 серпня 2007 року, коли Веттлауфер вбила 84-річного Джеймса Сілкокса, ветерана Другої світової війни та батька шістьох дітей. До березня 2014 року Веттлауфер також убила таких пацієнтів:
- Моріс «Мо» Гранат (84)
- Гледіс Міллард (87)
- Гелен Метісон (95)
- Мері Зуравінські (96)
- Гелен Янг (90)
- Морін Пікерінг (79)

Веттлауфер також вчинила замах на Майкла Пріддла (63) та Вейна Геджеса (57). Після звільнення з медичного центру у 2014 році вона влаштувалась на неповний робочий день доглядати за пацієнтами вдома. У той період вона вбила 75-річного Арпада Горвата у Лондоні, Онтаріо, вчинила замах на Сандру Таулер (77) у будинку для людей похилого віку у Парижі, Онтаріо та Беверлі Бертрам (68) у приватній резиденції в Інгерсоллі, Онтаріо

## Зізнання, арешт і засудження
16 вересня 2016 року Веттлауфер потрапила на стаціонарну програму реабілітації наркозалежних у Центр наркоманії та психічного здоров'я (CAMH), психіатричної лікарні у Торонто. Там вона зізналася співробітникам у вбивстві та замаху на своїх пацієнтів. Центр повідомив Коледж медсестер Онтаріо (CNO) і поліцейську службу Торонто. Веттлауфер в електронному листі коледжу висловила прохання позбавити її медичної ліцензії, оскільки «навмисно завдала шкоди пацієнтам, яких [їй] довірили доглядати, і зараз знаходиться під слідством за ці злочини». Веттлауфер зізнавалася у вбивстві пацієнтів своєму адвокату, який порадив їй тримати це в таємниці і не повідомляла поліції. Її офіційно звинуватили у восьми вбивствах 25 жовтня. Після подальшого розслідування їй також висунули звинувачення у чотирьох замахах на життя та двох при обтяжуючих обставинах 13 січня 2017 року. Веттлауфер відмовилася від права на попереднє слухання та зізналася у всіх звинуваченнях у суді 1 червня. 26 червня її засудили до восьми одночасних довічних термінів ув'язнення без права умовно-дострокового звільнення протягом 25 років.
У зізнанні Веттлауфер зазначила, що «знала різницю між правильним і неправильним», але у неї були «сплески», які вона не могла контролювати. Вона сказала: «Бог, чи диявол, чи що завгодно, хотів, щоб я це зробила». Після одного вбивства вона відчула «приплив… А потім [почула свій власний] сміх, який насправді був схожим на реготання з пекельної ями». Веттлауфер розповіла поліції, що намагалася припинити злочинну діяльність і поговорила про це з друзями, колишнім партнером і пастором, але ніхто не сприйняв її серйозно. Під час допиту вона описала «сміх» не як чутний сміх, а як відчуття у грудях (візуально за допомогою рук), тоді як відчуття, яке спонукало її до передозування та подальшого вбивства, виникало у ділянці живота. Веттлауфер ніколи не стверджувала, що отримувала задоволення від убивств, заявляючи, що потім почувалася жахливо.
Веттлауфер відправили до жіночої в'язниці у Кітченері, Онтаріо. У березні 2018 року її перевели до невстановленого безпечного закладу у Монреалі для отримання медичної допомоги.

## Реакція державних та контролюючих органів
Ясір Накві, генеральний прокурор Онтаріо, та Ерік Госкінс, міністр охорони здоров'я та довгострокового догляду провінції, спільно оголосили в день винесення вироку Веттлауфер, що уряд провінції доручить публічне розслідування справи. У повідомленні не розкривались усі деталі, оскільки уряд ще не визначив масштаби чи особу, яка очолить розслідування, а Накві та Госкінс натомість сказали, що розслідування «отримає такі відповіді, щоб така трагедія більше не повторювалася». Наприкінці липня 2017 року члени опозиційних Прогресивно-консервативної та Нової демократичної партій розкритикували затримку з проведенням розслідування, оскільки з моменту оголошення не було досягнуто жодного прогресу, а Законодавчі збори пішли на літні канікули.
1 серпня 2017 року провінційний уряд офіційно започаткував громадське розслідування щодо безпеки мешканців будинків для довгострокового догляду. Комісаром розслідування було призначено суддю Апеляційного суду Онтаріо Ейлін Гіллез. Планувалось, що під час розслідування будуть проводитись допити сімей жертв і проводитись публічні консультації у громаді, оскільки досліджуватимуть обставини смертей жертв Веттлауфер і законодавчі та політичні прогалини, які дозволяли їй продовжувати працювати медсестрою. Головний адвокат розслідування заявив, що «будь-хто, починаючи від Веттлауфера та закінчуючи прем'єр-міністром Кетлін Вінн», можуть бути викликані для свідчень перед розслідуванням на основі виявлених доказів.

### Коледж медсестер Онтаріо
Дисциплінарна комісія коледжу, скликана 25 липня 2017 року, висунула Веттлауфер звинувачення у професійній неправомірній поведінці. Попри офіційне звинувачення та добровільну відмову від ліцензії комісія вимагала офіційного слухання для заборони їй займатися професією. Веттлауфер відмовилася брати участь у слуханні та була визнана винною на підставі судових документів справи, а також її попереднього зізнання. Дисциплінарна комісія визнала її поведінку «ганебною та нечесною», і її реєстрацію медсестри було офіційно анульовано на невизначений термін, тим самим заборонивши їй займатися медсестринською справою в Онтаріо. Дисциплінарної комісії з п'яти осіб, яка розглядала справу Веттлауфер, сказав, що це була «найкричущіша та найганебніша поведінка, яку коли-небудь розглядала ця комісія».